# Retuerto Sport Sociedad Deportiva
Il Retuerto Sport Sociedad Deportiva è una società calcistica con sede a Barakaldo, nei Paesi Baschi, in Spagna. 
Gioca nella Regional Preferente, la quinta serie del campionato spagnolo.
Fondato nel 1927 a Retuerto, quartiere di Barakaldo, gioca le partite interne nel Campo de Ibarreta, con capienza di 830 posti.

## Tornei nazionali
- 2ª División: 0 stagioni
- 2ª División B: 0 stagioni
- 3ª División: 1 stagioni

## Stagioni
| Stagione    | Categoria       | Posizione |  |
| ----------- | --------------- | --------- |  |
| dal 1927-28 | Regionali       | —         |  |
| al 2008-09  | Regionali       | —         |  |
| 2009/10     | 3ª              | 19°       |  |
| 2010/11     | Reg. Preferente | -         |  |